# Evangelisch-Lutherische Gebetsbruderschaft
Die Evangelisch-Lutherische Gebetsbruderschaft ist eine evangelische Kommunität. Sie gliedert sich in die Konvente Nord-, Mittel- und Süddeutschland, die jeweils eine eigene Geschichte haben und sich 1991 zusammenschlossen.
Der Mitteldeutsche Konvent wurde 1954 gegründet. Er ging aus einem liturgischen Arbeitskreis von Kantoren und Studenten – vorwiegend in Leipzig – hervor, der der Singwochenbewegung nach 1945 entstammt und von der lutherischen Erweckung in der Brüderngemeinde St. Ulrici in Braunschweig angeregt wurde.

## Geistliches Leben
Die Glieder der Bruderschaft sehen es als ihre Aufgabe an, 
- regelmäßig die Bibel zu lesen und die Bekenntnisse der lutherischen Kirche zu studieren,
- in einer für sie alle geltenden Formulierung für die Kirche und die Bruderschaft sowie füreinander zu beten,
- das Stundengebet der Kirche zu praktizieren und
- für die Geltung des lutherischen Bekenntnisses einzustehen.

Die Evangelisch-Lutherische Gebetsbruderschaft hält das Stundengebet nach dem eigenen deutschsprachigen Leipziger Brevier, das auf die Kantoren Erhart Paul und Friedrich Buchholz (Kirchliche Arbeit Alpirsbach) zurückgeht. Die Zusammenkünfte der Brüder sind durch das Stundengebet nach diesem Brevier geprägt.

## Bekannte Mitglieder
- Jürgen Diestelmann (1928–2014), lutherischer Theologe und Pfarrer
- Jobst Schöne (1931–2021), Bischof der Selbständigen Evangelisch-Lutherischen Kirche
- Martin Wittenberg (1911–2001), Professor für Altes Testament und Liturgik in Neuendettelsau